# Dindori
Dindori è una suddivisione dell'India, classificata come nagar panchayat, di 17.413 abitanti, capoluogo del distretto di Dindori, nello stato federato del Madhya Pradesh. In base al numero di abitanti la città rientra nella classe IV (da 10.000 a 19.999 persone).

## Geografia fisica
La città è situata a 22° 56' 60 N e 81° 4' 60 E e ha un'altitudine di 639 m s.l.m..

## Società

### Evoluzione demografica
Al censimento del 2001 la popolazione di Dindori assommava a 17.413 persone, delle quali 8.977 maschi e 8.436 femmine. I bambini di età inferiore o uguale ai sei anni assommavano a 2.264, dei quali 1.142 maschi e 1.122 femmine. Infine, coloro che erano in grado di saper almeno leggere e scrivere erano 12.348, dei quali 7.136 maschi e 5.212 femmine.